# CCSDS 122.0
CCSDS 122.0 je standard pro kompresi obrazu založený na diskrétní vlnkové transformaci.
Je určen pro použití v systémech na palubě kosmické lodi.
Podobně jako JPEG 2000 podporuje formát CCSDS 122.0 ztrátovou i bezeztrátovou kompresi v jediném kompresním řetězci.
Formát podporuje kompresi snímků i kompresi nekonečně dlouhých pruhů obrazových dat (data z podélných scannerů).
Maximální bitová hloubka komprimovaného obrazu je 28 bitů pro ztrátovou a 25 bitů pro bezeztrátovou kompresi.
Standard se nezabývá uložením vícekanálových dat, pokrývá pouze kompresi stupňů šedi.

## Kompresní postup
Vstupní obraz je nejprve rozšířen tak, aby jeho rozměry byly násobky osmi.
Následně se vypočtou tři úrovně diskrétní vlnkové transformace.
Transformace tedy tvoří bloky 8×8 koeficientů (1 DC a 63 AC koeficientů), podobně jako např. ve formátu JPEG.
Použita je buď vlnka CDF 9/7 (výpočet v reálných číslech) nebo její celočíselná aproximace.
Vzniklé koeficienty jsou kódovány po bitových rovinách embedded kodérem.
Bloky 8×8 koeficientů jsou sdruženy do segmentů volitelné délky.
Každý segment začíná hlavičkou, která nese mimo jiné informace o bitových hloubkách DC a AC koeficientů.
Následně jsou pro všechny bloky segmentu zakódovány kvantované DC koeficienty.
Dalším krokem je kódování maximálních bitových hloubek AC koeficientů pro každý blok segmentu.
Posledním krokem je kódování dosud nezakódovaných bitových rovin DC a AC koeficientů, a to v pořadí od nejvíce významné po nejméně významnou rovinu.
Kódovaní každé bitové roviny probíhá v pěti fázích a zohledňuje hierarchickou (stromovou) strukturu koeficientů diskrétní vlnkové transformace.

## Verze standardu
| datum         | CCSDS           | ISO            |
| ------------- | --------------- | -------------- |
| listopad 2005 | CCSDS 122.0-B-1 | ISO 26868:2009 |
| září 2017     | CCSDS 122.0-B-2 |                |